# Simcoe Island

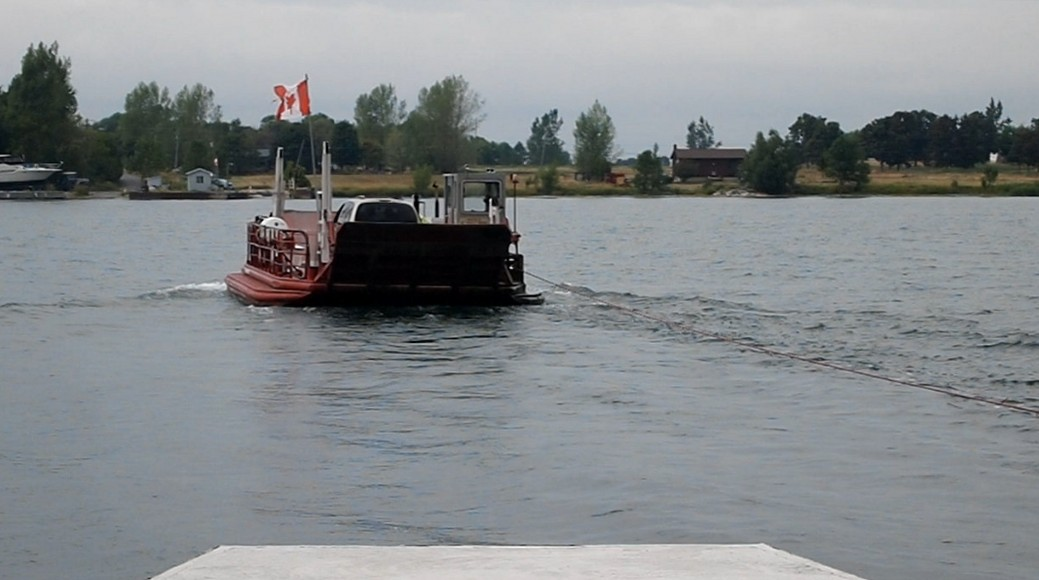
Kabelfähre

Simcoe Island ist eine kleine Insel mit einer Länge von ungefähr sechs Kilometern und einem Durchmesser von fünf Kilometern an der breitesten Stelle im Ontariosee, direkt vor Wolfe Island (Ontario), in der Nähe von Kingston, Ontario.
Die Insel besteht fast ausschließlich aus Ackerland und kann von Wolfe Island aus mit der Fähre erreicht werden. Als Teil des Frontenac County bildet es die Township Frontenac Islands, Ontario mit Wolfe Island und Howe Island, sowie kleinere Inseln in Privatbesitz, Garden Island und Horseshoe Island.
Obwohl die Insel ursprünglich von den frühen französischen Siedlern Isle de Foret („Waldinsel“) genannt wurde, wurden die meisten Bäume auf der Insel für die Landwirtschaft entfernt, mit Ausnahme von kleinen, isolierten Wäldern. Der Name Gage Island wurde auch für eine gewisse Zeit verwendet. Der Name Simcoe wurde der Insel zu Ehren von John Graves Simcoe gegeben.
Die drei Hauptattraktionen der Insel sind die Kabelfähre, eine der kleinsten in Ontario (mit maximal drei Autos), das Nine Mile Point Lighthouse, der über die einzige unbefestigte Hauptstraße der Insel, die Nine Mile Point Road, zu erreichen ist. Der Leuchtturm wurde 1833 vom Steinmetzmeister Robert Matthews erbaut und ist eines der frühesten Beispiele eines „imperialen“ Leuchtturms in Nordamerika. Der Leuchtturm von Nine Mile Point ist seit seiner Fertigstellung vor fast zwei Jahrhunderten im Dauerbetrieb und nicht nur der älteste aktive Leuchtturm Kanadas an den Großen Seen, er gilt auch als einer der ältesten aktiven Leuchttürme der gesamten westlichen Hemisphäre. Fast zwei Jahrhunderte lang wurde dieser Leuchtturm von Leuchtturmwärtern betrieben und instand gehalten, von denen einige noch heute auf der Insel leben. Das Licht wurde 1987 automatisiert und dient heute zusätzlich zu seiner Rolle als aktiver Leuchtturm als Denkmal für die vielen verlorenen Leben und versunkenen Schiffe auf dem „Friedhof des Ontario-Sees“.